# اینچه سفلی (ماه‌نشان)
اینچه سفلی روستایی در دهستان انگوران بخش انگوران شهرستان ماه‌نشان استان زنجان ایران است.

## جمعیت
بر پایه سرشماری عمومی نفوس و مسکن در سال ۱۳۹۵ جمعیت این مکان ۵۵ نفر (۱۹خانوار) بوده‌است.